# Poecile palustris

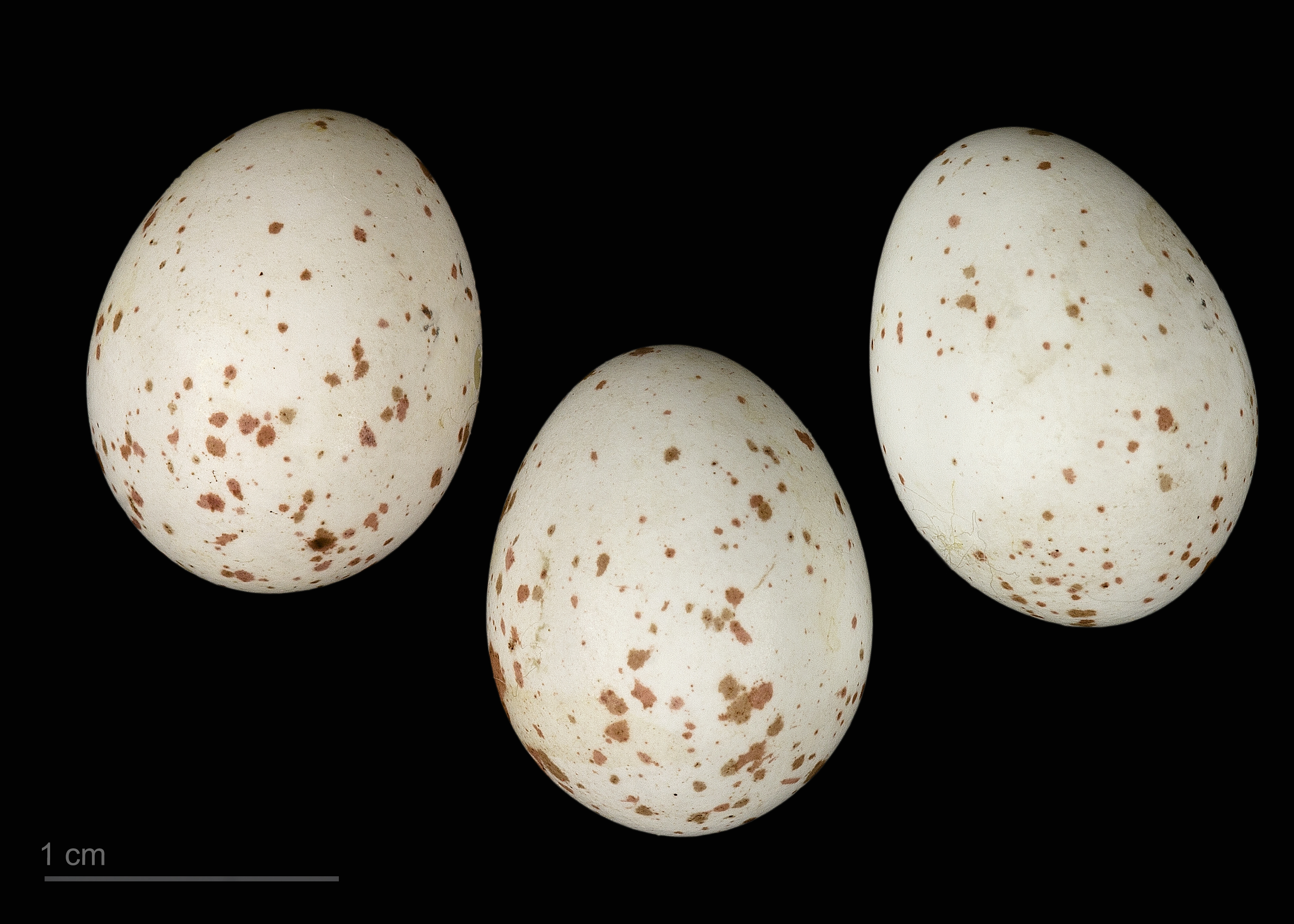
Poecile palustris

Poecile palustris là một loài chim trong họ Paridae.
Loài chim này dài khoảng 12 cm và cân nặng khoảng 12 g.
Bạc má đầm lầy có phạm vi phân bố khoảng 10 triệu km2 trên khắp thế giới. Tổng số có 6,1-12 triệu cá thể chỉ riêng ở châu Âu. Chúng được liệt kê là loài ít quan tâm dù số lượng đang sụt giảm, ví dụ giữa thập niên 1970-2007, số lượng loài này giảm sút 50% ở Anh quốc và được đưa vào sách đỏ Anh quốc.
Bạc má đầm lầy là loài định cư ở khắp châu Âu và bắc châu Á ôn đới.